# Çadırlıkörmehmet, Kaman
Çadırlı Körmehmet là một xã thuộc huyện Kaman, tỉnh Kırşehir, Thổ Nhĩ Kỳ. Dân số thời điểm năm 2010 là 253 người.